# Viktor Skrypnyk
Viktor Anatoliovytsj Skrypnyk (Oekraïens: Віктор Анатолійович Скрипник) (Novomoskovsk, 19 november 1969) is een Oekraïens voetbaltrainer en voormalig voetballer. Hij werd in 2014 aangesteld als trainer van Werder Bremen. Twee jaar later werd hij daar ontslagen. Sinds juni 2022 is hij de hoofdcoach van Vorskla Poltava.

## Spelerscarrière
Skrypnyk stroomde in 1987 door vanuit de jeugd van Dnipro Dnipropetrovsk. Bij die club speelde hij in het eerste elftal tot hij in 1989 vertrok naar Metaloerh Zaporizja, om na 78 wedstrijden weer terug te keren naar Dnipro. Skrypnyk verliet in 1996 voor het eerst de binnenlandse competitie door te tekenen bij Werder Bremen. Met de Duitse club won hij in 1999 de DFB-Pokal en in 2004 zowel het landskampioenschap als de beker. Skrypnyk speelde op 6 mei 2000 als invaller mee in de finale van de strijd om de DFB-Pokal, waarin Werder Bremen met 3–0 verloor van FC Bayern München.

## Interlandcarrière
Skrypnyk debuteerde op 7 september 1994 in het Oekraïne, tegen Litouwen. Zijn eerste doelpunt maakte hij tegen Slovenië. Uiteindelijk kwam hij tot 24 interlands waarin hij twee keer scoorde.
| Interlanddoelpunten van Viktor Skrypnyk voor Oekraïne | Interlanddoelpunten van Viktor Skrypnyk voor Oekraïne | Interlanddoelpunten van Viktor Skrypnyk voor Oekraïne | Interlanddoelpunten van Viktor Skrypnyk voor Oekraïne | Interlanddoelpunten van Viktor Skrypnyk voor Oekraïne | Interlanddoelpunten van Viktor Skrypnyk voor Oekraïne |
| No.                                                   | Datum                                                 | Wedstrijd                                             | Score                                                 | Uitslag                                               | Competitie                                            |
| Als speler bij Dnipro                                 | Als speler bij Dnipro                                 | Als speler bij Dnipro                                 | Als speler bij Dnipro                                 | Als speler bij Dnipro                                 | Als speler bij Dnipro                                 |
| ----------------------------------------------------- | ----------------------------------------------------- | ----------------------------------------------------- | ----------------------------------------------------- | ----------------------------------------------------- | ----------------------------------------------------- |
| 1.                                                    | 11 oktober 1995                                       | Slovenië – Oekraïne                                   | 0–1                                                   | 3–2                                                   | EK 1996 kwalificatie                                  |
| Als speler bij Werder Bremen                          |                                                       |                                                       |                                                       |                                                       |                                                       |
| 2.                                                    | 13 augustus 1996                                      | Oekraïne – Litouwen                                   | 2–2                                                   | 5–2                                                   | Vriendschappelijk                                     |

## Trainerscarrière
Skrypnyk werd in 2013 hoofdcoach van het reserveteam van Werder Bremen, de club waar hij zijn carrière eindigde. In het seizoen 2014/15 volgde hij de ontslagen Robin Dutt op als hoofdcoach bij Werder. Hij werd de eerste Oekraïense trainer in de Bundesliga. Hij maakte zijn debuut als coach tegen Chemnitz in de beker. Na drie nederlagen op rij in het seizoen 2016/17 werd Skrypnyk op 18 september 2016 ontslagen als hoofdcoach van Werder. Directe aanleiding was de 4–1 nederlaag tegen Borussia Mönchengladbach van een dag eerder. Beloftencoach Alexander Nouri nam zijn taken over. Hij bleef nog tot 2018 bij Werder Bremen betrokken in een andere rol, maar vanaf dat jaar stond Skrypnyk weer langs de lijn bij Riga FC uit Letland. Met die club werd Skrypnyk landskampioen en bekerwinnaar. In 2019 werd Skrypnyk hoofdcoach van Zorja Loehansk in zijn thuisland. Met Zorja kwalificeerde hij zich voor de UEFA Europa League 2020/21. In juni 2022 wisselde hij naar Vorskla Poltava.

## Erelijst

### Als speler
Werder Bremen
- Bundesliga

2004
- DFB-Pokal

1999, 2004

### Als coach
Riga FC
- Virslīga

2018
- Latvijas Kauss (beker)

2018